# Casey (Band)
Casey ist eine 2014 gegründete Post-Hardcore-Band aus South Wales, Vereinigtes Königreich.

## Geschichte
Casey wurde im Jahr 2014 in South Wales von dem Sänger Tom Weaver und dem Gitarristen Liam Torrance unter dem Namen Well Wisher gegründet, nachdem beide ihre vorherigen Gruppen Continents und Hot Damn verlassen hatten. Ursprünglich war die Band als ein reines Studioprojekt geplant gewesen, allerdings wurden mit dem zweiten Gitarristen Toby Evans, Bassisten Scott Edwards und Schlagzeuger Max Nicolai drei weitere Musiker rekrutiert.
Es blieb einige Zeit still um die Band, als Tom Weaver sich um den Posten des neuen Frontsängers der australischen Metalcore-Band Northlane bewarb. Letztendlich wurde Weaver nicht Sänger bei Northlane, sodass die Band unter ihrem heutigen Namen, Casey, neu starten konnte. Der Wechsel des Bandnamens kam durch Weavers Lieblingsalbum Casey von The Rise of Science und dem verstorbenen Hawthorne-Heights-Gitarristen Casey Calvert zustande.
Im März begab sich die Gruppe mit Burning Down Alaska und Acres auf Europatour. Nach dieser Tournee verließ Edwards die Band und wurde durch Adam Smith an der Bassgitarre ersetzt. Im gleichen Jahr erschien das Debütalbum Love is Not Enough über Hassle Records. Im April spielte die Gruppe weitere Konzerte in Europa, darunter mehrere Auftritte auf den Impericon Festivals, wobei vereinzelte Auftritte als Vorband von Thy Art Is Murder, Being as an Ocean und Miss May I ausgetragen wurden. Im August spielte die Gruppe auf dem Download-Festival.
Am 16. März 2018 erschien das zweite Studioalbum Where I Go When I Am Sleeping, das von Brad Woods, der bereits mit Touché Amoré und den Smashing Pumpkins zusammenarbeitete, produziert wurde, erneut über Hassle Records.
Am 1. Dezember 2018 verkündete die Band auf Facebook ihre Auflösung nach einer Europatournee Anfang 2019.
Am 1. Dezember 2022 gab die Band in sozialen Medien bekannt, dass sie als Casey in der gleichen Besetzung zurückkehren. Gleichzeitig veröffentlichten sie die Single Great Grief. Außerdem wurde eine Tour für 2022 in Großbritannien und Deutschland angekündigt. Im Oktober des Jahres 2023 kündigten die Musiker ihr drittes Album How to Disappear für den 12. Januar 2024 an.

## Musik
Die Musik wurde von mehreren Medien als „bis zum Dach mit emotional aufgeladenen Gitarrenriffs, fesselnden, herzzerreißenden Texten“ und „eine Mischung aus einer rhythmischen Atmosphäre, Spoken Word, Hardcore-Gitarren und vieles mehr, was euch garantiert in die Lieder hineinversetzt und euch lebhafte Geschichten erzählt“ beschrieben, was dazu führte, dass die Musik als Post-Hardcore, Melodic Hardcore, Hardcore Punk, Emo bis hin zum Shoegazing und Alternative Rock umschrieben wurde.
Sänger Tom Weaver lebt seit seiner Geburt mit Glasknochen, im Alter von 15 Jahren wurde bei ihm eine chronische Dickdarmentzündung und mit 20 eine Manische Depression diagnostiziert. Auch erlitt er bereits einen Herzinfarkt und einen Schlaganfall. Diese Erkrankungen und einen überlebten Verkehrsunfall verarbeitet Weaver lyrisch auf dem zweiten Album Where I Go When I Am Sleeping.

## Diskografie
- 2016: Love is Not Enough (Album, Hassle Records)
- 2018: Where I Go When I Am Sleeping (Album, Hassle Records)
- 2023: How to Disappear (Album, Hassle Records)